# توماس إتش. بايلي
توماس إتش. بايلي هو محامي وقاضي وسياسي أمريكي، ولد في 11 ديسمبر 1810 في أكوماك في الولايات المتحدة، وتوفي بنفس المكان في 23 يونيو 1856. نشط حزبياً في الحزب الديمقراطي. وقد انتخب عضو مجلس نواب الولايات المتحدة عن ولاية فرجينيا ‏ وانتخب عضو مجلس النواب الأمريكي ‏.